# Lucius D. Clay
Pour les articles homonymes, voir Clay.
Lucius Dubignon Clay, né le 23 avril 1897 à Marietta, en Géorgie, et mort le 16 avril 1978 à Chatham, dans le Massachusetts, est un militaire et un homme politique américain.

## Biographie

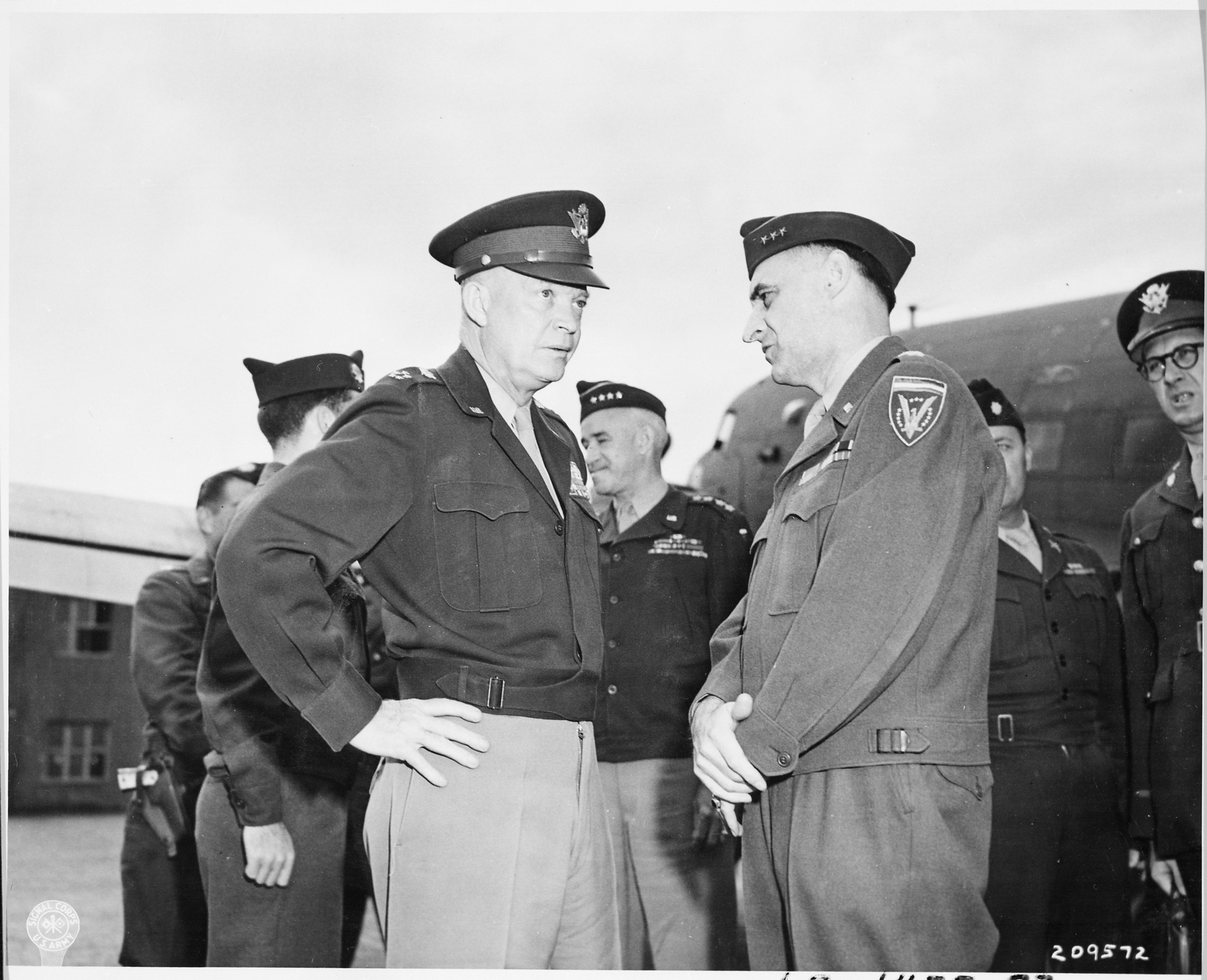
Le général Clay (à droite) avec le général Eisenhower.

Clay était le fils d'un sénateur de Géorgie. Après sa sortie de West Point, en 1918, il entra dans le génie. Comme représentant du général Dwight D. Eisenhower, il remit en état le port de Cherbourg et fut nommé ensuite directeur délégué du Service de la planification de la guerre et de la mobilisation.
En mai 1945 Clay fut nommé représentant du général Eisenhower, après la capitulation allemande comme gouverneur militaire délégué du secteur américain d'occupation.
« Quand le commandement militaire américain, établi à Francfort, est sollicité pour proposer, dans la zone d'occupation qu'il administre, une ville où les Alliés seraient en mesure de juger les criminels allemands, le Général Clay ne voit nulle autre possibilité que celle de Nuremberg. En dehors de toute référence symbolique, les conditions matérielles lui paraissent imposer ce choix. »
Du 15 mars 1947 au 15 mai 1949, il reçut lui-même le titre de gouverneur général de la zone américaine. À ce titre, il lança la formation de la bizone, accéléra la démocratisation dans sa zone, inventa et fut responsable de l'installation du pont aérien de Berlin à partir de 1948. Il fut remplacé par le général John McCloy.
L'année suivante, il fut chargé d'accompagner la cloche de la liberté de Berlin, en une sorte de marche triomphale à travers les États-Unis et l'Allemagne de l'Ouest, et la remit le 21 octobre 1950 aux Berlinois.
Entre-temps, il quitta l'armée, et devint PDG de diverses firmes, jusqu'à ce que le président John F. Kennedy lui demande de reprendre du service comme son représentant personnel à Berlin en 1961.[réf. nécessaire]
Clay fut nommé en 1953 docteur honoris causa de l'université libre de Berlin. Il est fait en 1965 grand-croix de l'ordre du Mérite de la République fédérale d'Allemagne et fut nommé la même année citoyen d'honneur de Berlin-Ouest. Son épouse Marjorie est décédée en 1992.[réf. nécessaire]

## Divers
Une des plus longues rues de Berlin-Ouest porte son nom, même si, avec l'accent local, son nom (Clayallee) est plutôt prononcé comme Kleeallee, allée du trèfle.
Le 17 octobre 1978, une caserne Lucius D. Clay fut ouverte dans le quartier de Osterholz-Scharmbeck-Garlstedt pour l'armée américaine. Elle est depuis le 1er octobre 1993 attribuée à l'armée fédérale, et sert d'école complémentaire, toujours sous le même nom.
L'école Clay à Rudow à Neukölln porte également son nom. C'est une école générale à dominante musicale, qui va jusqu'au lycée.